# 三浦弦太
三浦弦太（1995年3月1日—），日本足球運動員，現效力於日職球隊大阪飛腳，日本國家足球隊成員。

## 俱樂部生涯
1995年三浦弦太出生于日本爱知县丰桥市，场上司职中卫，出道于日职联赛清水心跳。
2017年赛季加盟大阪飞脚后连续两个赛季打满了联赛全部34场比赛，在这里他也成长为日职联赛中最优秀的中后卫之一。
本赛季三浦弦太被任命为大阪新任队长，在联赛中他共代表球队出场31次贡献了1粒进球与2次助攻，而在今年的各项赛事中三浦弦太共代表球队出战41场，是球队中不可或缺的绝对主力。

## 國家隊生涯
三浦弦太参加2017年东亚杯，在和中国队的比赛中，三浦弦太替补登场。
三浦弦太2019年作为主力参加了2019年亚洲杯正赛，而年底他又再次作为主力参加了东亚杯，并在首战与中国的比赛中攻入了一记精彩的头球。

## 外部連結
- 日本職業足球聯賽中的三浦弦太 （日語）
- 在大阪飛腳的頁面
- 三浦弦太的X（前Twitter）